# Czerwonoskórnictwo
Czerwonoskórnictwo – gałąź garbarstwa, zajmująca się garbowaniem skór miękkich: wołowych, krowich, cielęcych, baranich i końskich na różne kolory.
Wykorzystywano garbniki roślinne (kora dębowa lub inne garbniki nadające czerwony odcień skórze), w zależności od koloru, jaki chciano uzyskać. Skóra po wyprawie czerwonoskórniczej przeznaczona była na obuwie z cholewami, wyroby siodlarskie i dodatki.